# Garzaia della Cascina del Pioppo
Garzaia della Cascina del Pioppo este o arie protejată (arie specială de conservare — SAC, sit de importanță comunitară — SCI) din Italia întinsă pe o suprafață de 6,73 ha, integral pe uscat.

## Localizare
Centrul sitului Garzaia della Cascina del Pioppo este situat la coordonatele 45°22′20″N 9°26′49″E / 45.372222°N 9.446944°E.

## Înființare
Situl Garzaia della Cascina del Pioppo a fost declarat sit de importanță comunitară în iunie 1995 pentru a proteja 15 specii de animale. Situl a fost protejat și ca arie specială de conservare în iulie 2016.

## Biodiversitate
Situată în ecoregiunea continentală, aria protejată conține 1 habitat natural: Păduri aluvionare cu Alnus glutinosa și Fraxinus excelsior (Alno-Padion, Alnion incanae, Salicion albae).
La baza desemnării sitului se află mai multe specii protejate:
- păsări (14): uliu păsărar (Accipiter nisus), pescăruș albastru (Alcedo atthis), rață mare (Anas platyrhynchos), stârc cenușiu (Ardea cinerea), Bubulcus ibis, șorecarul comun (Buteo buteo), ciocănitoare pestriță mare (Dendrocopos major), egretă mică (Egretta garzetta), șoimul rândunelelor (Falco subbuteo), găinușă de baltă (Gallinula chloropus), privighetoare (Luscinia megarhynchos), stârc de noapte (Nycticorax nycticorax), ciocănitoarea verde (Picus viridis), silvie cu cap negru (Sylvia atricapilla)
- amfibieni (1): Rana latastei

Pe lângă speciile protejate, pe teritoriul sitului au mai fost identificate 1 specie de amfibieni, 6 specii de mamifere, 2 specii de pești, 2 specii de reptile.